# Mathieu de Barbuat
Pour les articles homonymes, voir de Barbuat.
Pas d'image ? Cliquez ici
Mathieu de Barbuat est un pilote de course automobile français, qui participe à des épreuves d'endurance aux volant de voitures de Sport-prototype dans des championnats tels que l'European Le Mans Series et la Michelin Le Mans Cup.

## Carrière

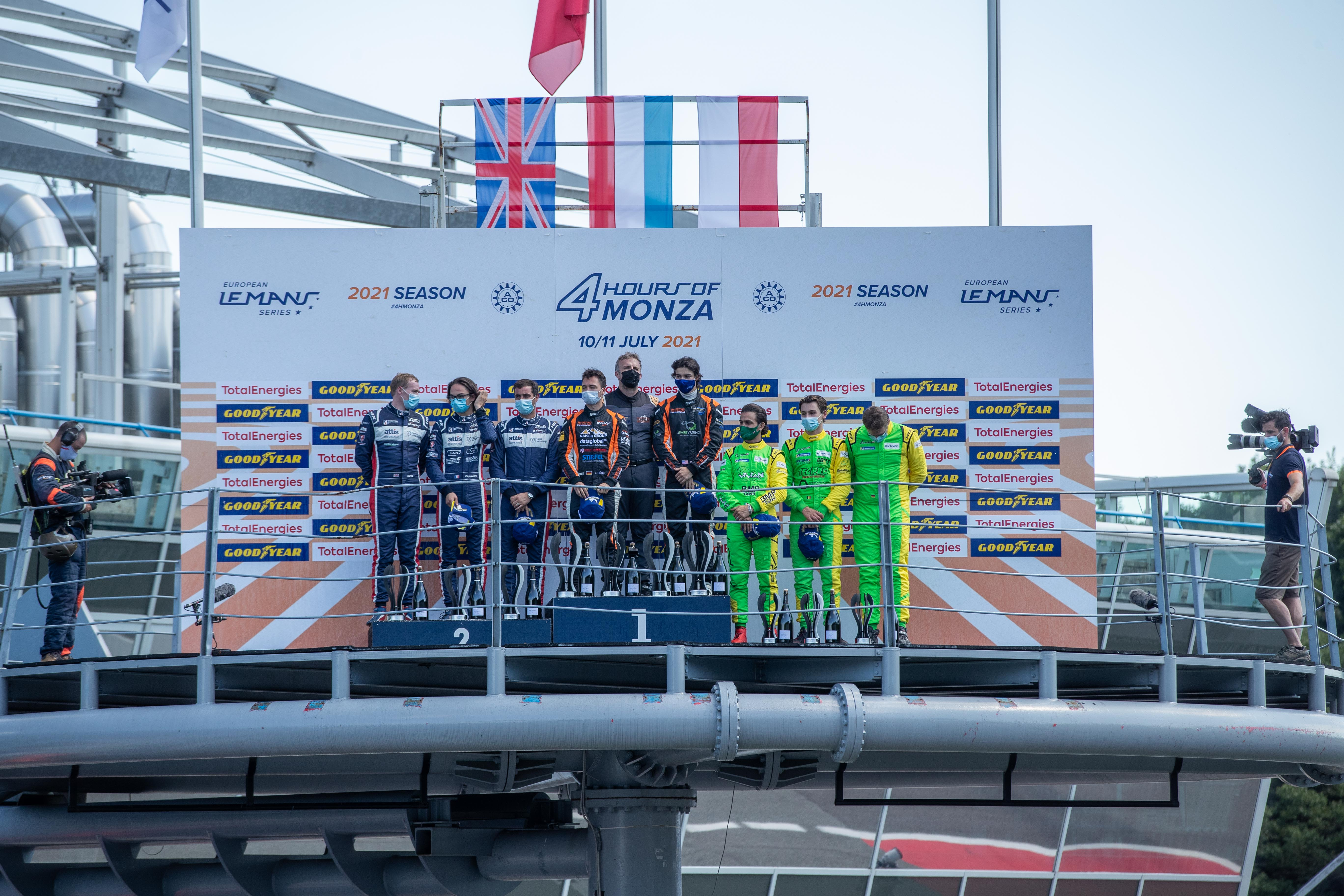
Mathieu de Barbuat sur la plus haute marche du podium LMP3 des 4 Heures de Monza 2021

De 2017 à 2019, Mathieu de Barbuat pratique le Karting dans différents championnat tels que le National Series Karting.
En 2020, Mathieu de Barbuat dispute le championnat FEED (Formule 4) ou il « apprend à freiner »,.
En 2021, Mathieu de Barbuat a l'occasion, avec l'équipe belge Mühlner Motorsport, de piloter une Duqueine M30 - D08 lors de la manche du Michelin Le Mans Cup du Paul Ricard. Cette première expérience dans le monde de l'endurance est satisfaisante car lors des qualifications, il réalise le 4e temps. À la suite de cette performance, il est ensuite contacté par l'écurie suisse Cool Racing afin de participer au Road to Le Mans au volant d'une Ligier JS P320 avec comme coéquipier le pilote allemand Niklas Krütten. Pour de cette première expérience sur le circuit de la Sarthe, Mathieu de Barbuat finit respectivement 5e et 2e lors des deux manches de l'épreuve,,. Mathieu de Barbuat est ensuite contacté par l'écurie luxembourgoise DKR Engineering afin de piloter une Duqueine M30 - D08 lors des 4 Heures de Monza. Cette première expérience en European Le Mans Series est couronnée de succès car il remporte la catégorie lors de cette épreuve avec son expérimenté coéquipier, le pilote allemand Laurents Hörr. Il finit ainsi le championnat avec une seconde victoire lors des 4 Heures de Spa-Francorchamps.

## Palmarès

### Résultats enEuropean Le Mans Series
| Année | Écurie          | Châssis            | Moteur                     | Classe | 1   | 2   | 3   | 4     | 5     | 6     | Position | Points |
| ----- | --------------- | ------------------ | -------------------------- | ------ | --- | --- | --- | ----- | ----- | ----- | -------- | ------ |
| 2021  | DKR Engineering | Duqueine M30 - D08 | Nissan VK56 5,6 l V8 Atmo  | LMP3   | BAR | RBR | LEC | MON 1 | SPA 1 | POR 4 | 5e       | 64     |
| 2022  | Duqueine Team   | Oreca 07           | Gibson GK428 4,2 l V8 Atmo | LMP2   | LEC | IMO | MON | BAR   | SPA 9 | POR   | 23e*     | 2*     |

* Saison en cours.

### Résultats enAsian Le Mans Series
| Année | Écurie          | Châssis      | Moteur                    | Classe | 1        | 2     | 3     | 4     | Position | Points |
| ----- | --------------- | ------------ | ------------------------- | ------ | -------- | ----- | ----- | ----- | -------- | ------ |
| 2022  | DKR Engineering | Duqueine D08 | Nissan VK56 5,6 l V8 Atmo | LMP3   | DUB Abd. | DUB 7 | ABU 1 | ABU 7 | 6e       | 41     |

### Résultats enMichelin Le Mans Cup
| Année | Écurie             | Châssis            | Moteur                    | Classe | 1   | 2      | 3   | 4     | 5     | 6   | 7   | Position | Points |
| ----- | ------------------ | ------------------ | ------------------------- | ------ | --- | ------ | --- | ----- | ----- | --- | --- | -------- | ------ |
| 2021  | Mühlner Motorsport | Duqueine M30 - D08 | Nissan VK56 5,6 l V8 Atmo | LMP3   | BAR | LEC 16 | MON |       |       |     |     | 34e*     | 0,5*   |
| 2021  | Cool Racing        | Ligier JS P320     | Nissan VK56 5,6 l V8 Atmo | LMP3   |     |        |     | LMS 5 | LMS 2 | SPA | POR | 34e*     | 0,5*   |

* Saison en cours.